# Many
Pour les articles homonymes, voir Many (homonymie).
Many est une commune française située dans le département de la Moselle et le bassin de vie de la Moselle.

## Géographie

### Communes limitrophes
| Arriance  |             | Mainvillers |
| Herny     | Many        |             |
| Holacourt | Arraincourt | Thicourt    |

### Hydrographie
La commune est située dans le bassin versant du Rhin au sein du bassin Rhin-Meuse. Elle est drainée par le ruisseau de Bouligny, le ruisseau l'Outenbach et le ruisseau de l'Étang de Holacourt.

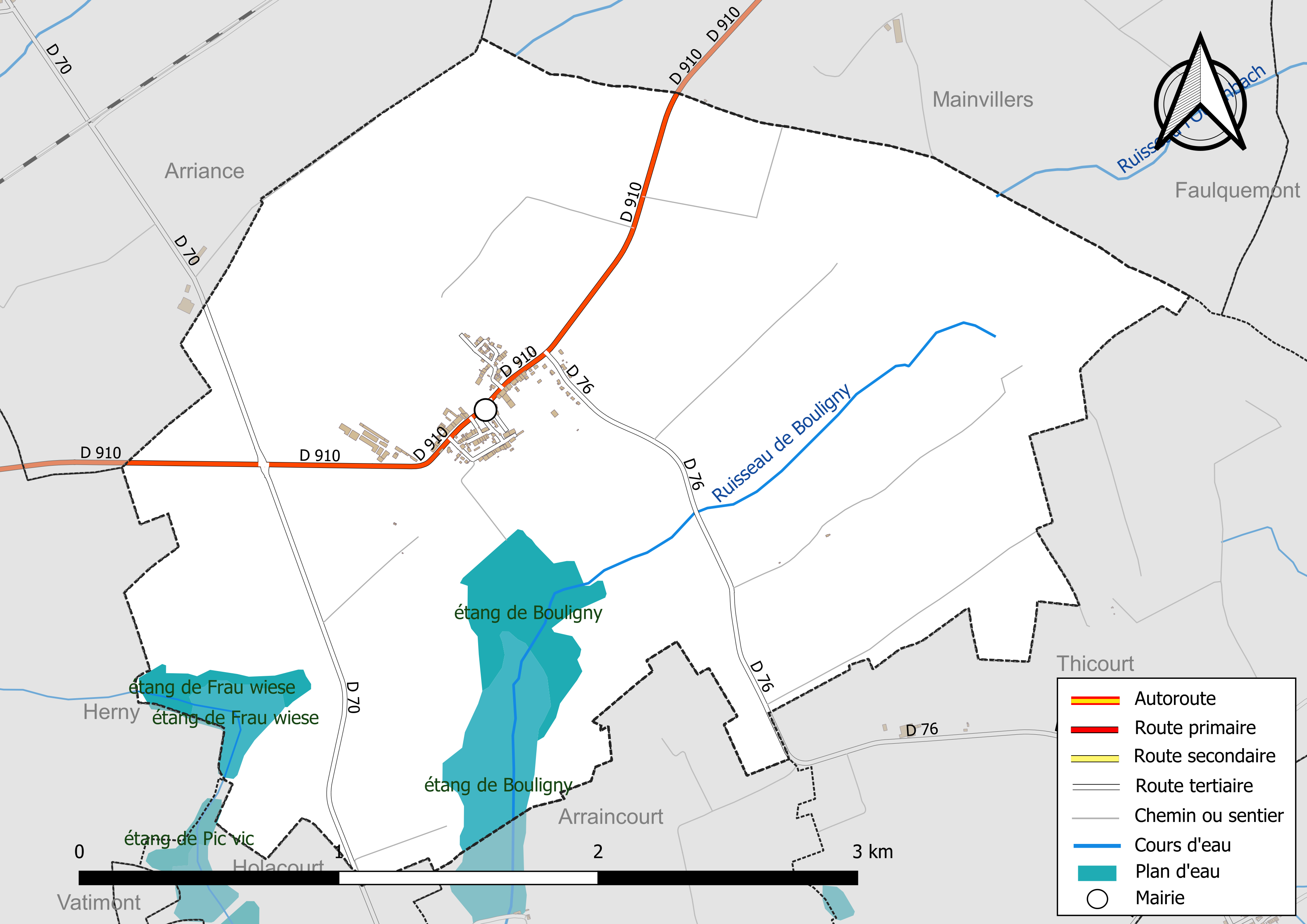
Réseaux hydrographique et routier de Many.

### Climat
Pour des articles plus généraux, voir Climat du Grand Est et Climat de la Moselle.
En 2010, le climat de la commune est de type climat océanique dégradé des plaines du Centre et du Nord, selon une étude du Centre national de la recherche scientifique s'appuyant sur une série de données couvrant la période 1971-2000. En 2020, Météo-France publie une typologie des climats de la France métropolitaine dans laquelle la commune est exposée à un climat semi-continental et est dans la région climatique  Lorraine, plateau de Langres, Morvan, caractérisée par un hiver rude (1,5 °C), des vents modérés et des brouillards fréquents en automne et hiver. 
Pour la période 1971-2000, la température annuelle moyenne est de 9,6 °C, avec une amplitude thermique annuelle de 16,8 °C. Le cumul annuel moyen de précipitations est de 806 mm, avec 11,6 jours de précipitations en janvier et 9,1 jours en juillet. Pour la période 1991-2020, la température moyenne annuelle observée sur la station météorologique de Météo-France la plus proche, « Lesse_sapc », sur la commune de Lesse à 4 km à vol d'oiseau, est de 10,7 °C et le cumul annuel moyen de précipitations est de 694,0 mm. 
La température maximale relevée sur cette station est de 40 °C, atteinte le 25 juillet 2019 ; la température minimale est de −20,7 °C, atteinte le 20 décembre 2009,,. 
Les paramètres climatiques de la commune ont été estimés pour le milieu du siècle (2041-2070) selon différents scénarios d'émission de gaz à effet de serre à partir des nouvelles projections climatiques de référence DRIAS-2020. Ils sont consultables sur un site dédié publié par Météo-France en novembre 2022.

## Urbanisme

### Typologie
Au 1er janvier 2024, Many est catégorisée commune rurale à habitat dispersé, selon la nouvelle grille communale de densité à sept niveaux définie par l'Insee en 2022.
Elle est située hors unité urbaine. Par ailleurs la commune fait partie de l'aire d'attraction de Metz, dont elle est une commune de la couronne,. Cette aire, qui regroupe 245 communes, est catégorisée dans les aires de 200 000 à moins de 700 000 habitants,.

### Occupation des sols
L'occupation des sols de la commune, telle qu'elle ressort de la base de données européenne d’occupation biophysique des sols Corine Land Cover (CLC), est marquée par l'importance des territoires agricoles (89,9 % en 2018), une proportion sensiblement équivalente à celle de 1990 (90,1 %). La répartition détaillée en 2018 est la suivante : 
terres arables (83 %), prairies (6,9 %), eaux continentales (3,9 %), zones urbanisées (3,4 %), forêts (2,7 %). L'évolution de l’occupation des sols de la commune et de ses infrastructures peut être observée sur les différentes représentations cartographiques du territoire : la carte de Cassini (XVIIIe siècle), la carte d'état-major (1820-1866) et les cartes ou photos aériennes de l'IGN pour la période actuelle (1950 à aujourd'hui).

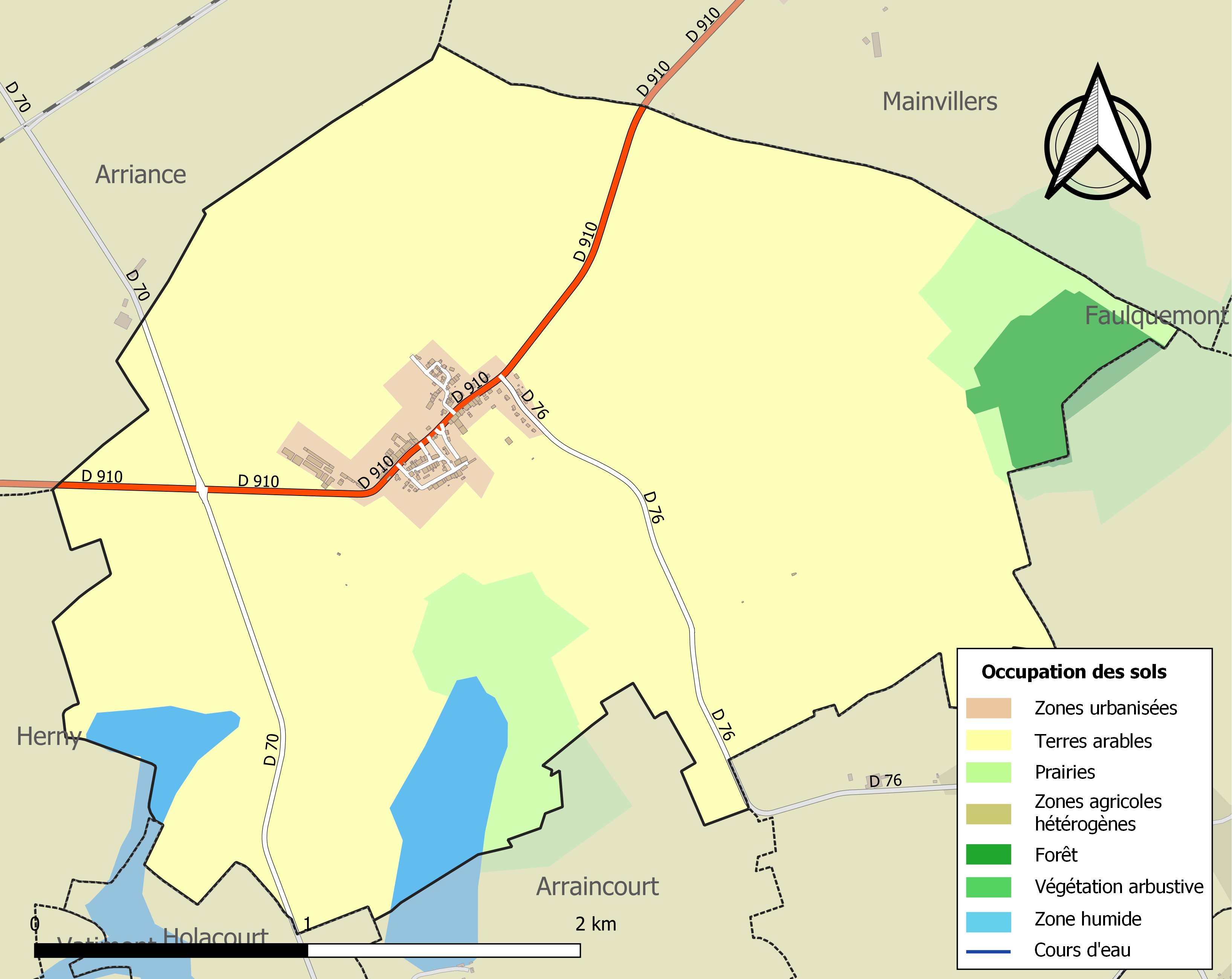
Carte des infrastructures et de l'occupation des sols de la commune en 2018 (CLC).

## Toponymie
- Manheim et Niderheim (1180), Niderheim (1186), Nidrehem (1267), Niderheym (1269), Niederheim (1296), Niderhem et Nyderchem (1346), Magny (1346), Niderheim alias Magny (1594), Maigny (1675)[13], Many (1793)[14].
- En allemand : Nidrum[13], Niederum (1871-1918).
- Durant le XIXe siècle, Many était également connu au niveau postal sous l'alias de Niderung[15].

### Marcourt
- Mernigka (1121), Marcouvre (1180), Merrika (1267), Merchen et Merrechen (1346), Morecourt (1429), Marcouts (1606), Merkere (1681), Mercourt (1699)[13].
- En lorrain roman : Mairco. En allemand : Merchen[13].

## Histoire
- Village anciennement germanophone, devenu francophone après la guerre de Trente Ans.
- Dépendait de l'ancienne province de Lorraine dans le bailliage de Boulay.
- Le lieu-dit de Marcourt faisait partie de la communauté et de la paroisse de Many.

Concernant l'émigration des Lorrains en Amérique entre 1815 et 1870, le village de Many présente le pourcentage d'émigrants (par rapport à la population totale), le plus élevé de Moselle.

## Politique et administration
| Période                                  | Période      | Identité            | Étiquette | Qualité |
| ---------------------------------------- | ------------ | ------------------- | --------- | ------- |
| avant 1981                               | 1983         | Roger Fillière      |           |         |
| mars 1983                                | mars 1995    | Roger Hesling       |           |         |
| mars 1995                                | janvier 2006 | Denis Poinsignon    |           |         |
| janvier 2006                             | mars 2008    | Gérard François     |           |         |
| mars 2008                                | mars 2014    | Jean-Claude Dibling |           |         |
| mars 2014                                | juillet 2020 | Martine Festor      |           |         |
| juillet 2020                             | En cours     | Jonathan Szablewski |           |         |
| Les données manquantes sont à compléter. |              |                     |           |         |

## Démographie
L'évolution du nombre d'habitants est connue à travers les recensements de la population effectués dans la commune depuis 1793. Pour les communes de moins de 10 000 habitants, une enquête de recensement portant sur toute la population est réalisée tous les cinq ans, les populations de référence des années intermédiaires étant quant à elles estimées par interpolation ou extrapolation. Pour la commune, le premier recensement exhaustif entrant dans le cadre du nouveau dispositif a été réalisé en 2007.

En 2022, la commune comptait 251 habitants, en évolution de −7,72 % par rapport à 2016 (Moselle : +0,52 %, France hors Mayotte : +2,11 %).
| 1793 | 1800 | 1806 | 1821 | 1836 | 1841 | 1861 | 1866 | 1871 |
| ---- | ---- | ---- | ---- | ---- | ---- | ---- | ---- | ---- |
| 346  | 320  | 395  | 366  | 401  | 423  | 351  | 342  | 342  |

| 1875 | 1880 | 1885 | 1890 | 1895 | 1900 | 1905 | 1910 | 1921 |
| ---- | ---- | ---- | ---- | ---- | ---- | ---- | ---- | ---- |
| 338  | 334  | 300  | 303  | 294  | 279  | 267  | 245  | 211  |

| 1926 | 1931 | 1936 | 1946 | 1954 | 1962 | 1968 | 1975 | 1982 |
| ---- | ---- | ---- | ---- | ---- | ---- | ---- | ---- | ---- |
| 199  | 200  | 179  | 148  | 166  | 175  | 171  | 172  | 170  |

| 1990 | 1999 | 2006 | 2007 | 2012 | 2017 | 2022 | - | - |
| ---- | ---- | ---- | ---- | ---- | ---- | ---- | - | - |
| 196  | 237  | 248  | 250  | 267  | 259  | 251  | - | - |

## Culture locale et patrimoine

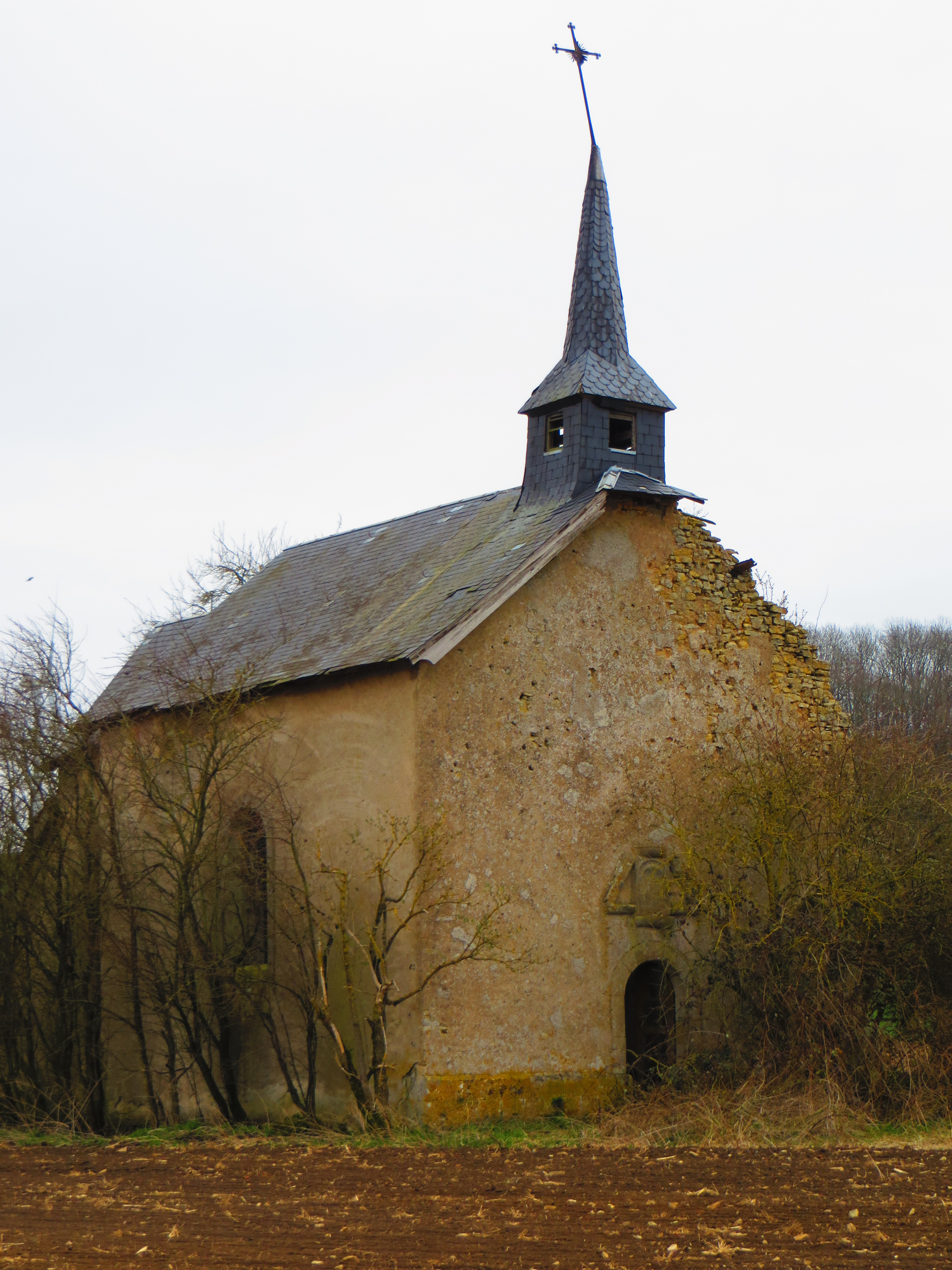
Chapelle de Marcourt.

### Lieux et monuments
- Passage d'une voie romaine.
- Église Saint-Remi : mobilier XVIIIe siècle, reliquaires XVIIIe siècle
- Chapelle Marcourt 1765 (du village disparu en 1580).

### Héraldique
| Blason de Many | Blason  | D'argent à trois fasces de gueules; à la bordure du même chargée de huit glands versés [le pédoncule en bas] d'argent. |
| Blason de Many | Détails | Le statut officiel du blason reste à déterminer.                                                                       |